# Karma Police
"Karma Police" är en låt av det brittiska bandet Radiohead, utgiven på albumet OK Computer 1997. Den släpptes som singel den 25 augusti 1997.

## Låtlista
Alla låtar är skrivna av Thom Yorke, Jonny Greenwood, Ed O'Brien, Colin Greenwood och Phil Selway.
CD1 (CDODATAS03)
1. "Karma Police" – 4:23
2. "Meeting in the Aisle" – 3:08
3. "Lull" – 2:28

CD2 (CDNODATA03)
1. "Karma Police" – 4:23
2. "Climbing Up the Walls (Zero 7 Mix)" – 5:19
3. "Climbing Up the Walls (Fila Brazillia Mix)" – 6:24

## Medverkande
- Thom Yorke - sång, akustisk gitarr
- Colin Greenwood - elbas
- Jonny Greenwood - gitarr, piano, mellotron, akustiska synthesizers
- Ed O'Brien - gitarr, trummor, bakgrundssång, ljudeffekter
- Philip Selway - trummor